# Anthony Stocking
Anthony Stocking es un deportista británico que compitió en remo. Ganó una medalla de bronce en el Campeonato Mundial de Remo de 1975, en la prueba de ocho con timonel ligero.

## Palmarés internacional
| Campeonato Mundial | Campeonato Mundial       | Campeonato Mundial | Campeonato Mundial      |
| Año                | Lugar                    | Medalla            | Prueba                  |
| ------------------ | ------------------------ | ------------------ | ----------------------- |
| 1975               | Nottingham (Reino Unido) | Medalla de bronce  | Ocho con timonel ligero |